# Fudbalski klub Otrant-Olympic
Il Fudbalski klub Otrant-Olympic, meglio noto come Otrant-Olympic, è una società calcistica montenegrina di Dulcigno. Milita nella Prva crnogorska fudbalska liga, la massima serie del campionato montenegrino di calcio.

## Storia
Il club fu fondato nel 1921, con il nome Olcinium. Dal 1921 al 1941 la squadra giocò solo partite non ufficiali. Dopo la seconda guerra mondiale, e anche durante l'era della Repubblica Socialista Federale di Iugoslavia, il club giocava con il nome di Bjelogorac. Dagli anni '70 milità nella quarta divisione sud, la serie più bassa del campionato montenegrino di calcio. Nel 1977-1978, con il nome di Ulcinj, il club ottenne il suo più grande successo fino ad oggi, classificandosi secondo in quarta divisione e venendo promosso nella Crnogorska republička liga, la terza divisione montenegrina.
Nel 1983 il club assunse il nome di Fudbalski klub Otrant. Dopo alcune stagioni positive, all'inizio degli anni '90 si sciolse per una stagione. Un nuovo inizio arrivò a metà del decennio e la fase proseguì fino al 2006, con l'Otrant che militò per lo più nella Crnogorska republička liga, da cui retrocesse frequentemente.
Dopo l'indipendenza del Montenegro, sancita nel 2006, in due stagioni la squadra vinse il campionato di terza divisione e dal 2007 militò per cinque stagioni nella Druga crnogorska fudbalska liga, la seconda divisione montenegrina. Il 20 maggio 2009 batté per 12-2 il Ribnica, all'epoca la più ampia vittoria nella storia della seconda serie montenegrina.
Nel 2013 l'Otrant fu smantellato a causa del peggioramento delle condizioni finanziarie. Nella stagione 2013-2014 Dulcigno fu rappresentato nella terza serie montenegrina dal Federal, una squadra di calcio giovanile fondata nel 2010. Il 22 luglio 2015 il club fu rifondato con il nome di Fudbalski klub Otrant-Olympic. Tornata presto a militare nella seconda serie montenegrina, la squadra ottenne risultati notevoli nel 2016-2017, stagione in cui chiuse al terzo posto, qualificandosi ai play-off per la promozione in massima serie, in cui fu eliminato dal Rudar Pljevlja (1-0; 0-3).
Nelle due stagioni successive l'Otrant finì in testa alla classifica della seconda divisione, ma non riuscì a uscire vincitore dai play-off per la promozione. Nella stagione 2019-2020 l'Otrant si piazzò ultimo in classifica, retrocedendo in terza serie dopo quattro stagioni consecutive trascorse in seconda divisione. Nella stagione 2021-2022 vinse il campionato di terza serie, ma agli spareggi non fu vittorioso. Nel 2022-2023 si piazzò secondo in terza serie e ottenne la promozione in seconda divisione tramite i play-off.

## Stadio
Disputa le partite casalinghe allo stadio Olimpico di Dulcigno, impianto da 1.500 spettatori.

## Palmarès

### Competizioni nazionali
- Campionato montenegrino di terza divisione: 3

2006-2007, 2015-2016, 2021-2022
- Campionato montenegrino di seconda divisione: 1

2021-2022
- Campionato montenegrino di quarta divisione: 5

1989-1990, 1991-1992, 1996-1997, 2001-2002, 2005-2006

### Competizioni regionali
- Coppa regionale del Montenegro: 1

2005-2006

### Altri piazzamenti
- Campionato montenegrino di seconda divisione:

Secondo posto: 2022-2023

## Organico

### Rosa 2023-2024
| N. |                       | Ruolo | Calciatore      |
| -- | --------------------- | ----- | --------------- |
|    | Montenegro (bandiera) | P     | Arben Mećikukaj |
| 2  | Montenegro (bandiera) | D     | Rahman Behari   |
|    | Montenegro (bandiera) | D     | Senad Duraku    |
|    | Montenegro (bandiera) | D     | Andi Hoxha      |
|    | Montenegro (bandiera) | D     | Getuard Ceka    |
|    | Montenegro (bandiera) | D     | Albion Sefaj    |
|    | Montenegro (bandiera) | A     | Hysejn Berjashi |
|    | Montenegro (bandiera) | D     | Herodit Sinani  |
| 10 | Montenegro (bandiera) | C     | Adnan Alibegu   |
|    | Montenegro (bandiera) | C     | Adi Aliaj       |
| 9  | Montenegro (bandiera) | A     | Zenel Radaj     |
|    | Montenegro (bandiera) | C     | Semir Gurzaku   |

| N. |                                 | Ruolo | Calciatore        |
| -- | ------------------------------- | ----- | ----------------- |
|    | Montenegro (bandiera)           | C     | Adnan Hoxha       |
|    | Montenegro (bandiera)           | C     | Xhemal Kaplanbegu |
|    | Bosnia ed Erzegovina (bandiera) | C     | Meho Teletaj      |
| 7  | Montenegro (bandiera)           | C     | Halil Truma       |
|    | Perù (bandiera)                 | A     | Mario Kaçinari    |
|    | Montenegro (bandiera)           | A     | Radivoje Maraj    |
| 11 | Montenegro (bandiera)           | A     | Osman Mustafaj    |
|    | Montenegro (bandiera)           | A     | Lulzim Pali       |
| 6  | Montenegro (bandiera)           | C     | Selim Gorana      |
|    | Montenegro (bandiera)           | A     | Valmir Perezaj    |
|    | Montenegro (bandiera)           | A     | Erjon Perezaj     |